# David J. Schow
David J. Schow, né le 13 juillet 1955 à Marbourg dans le Land de Hesse en RFA, est un écrivain américain d'horreur.

## Œuvres

### Romans
- (en) The Kill Riff, Tor, 1988
- (en) The Shaft, Macdonald, 1990
- (en) Bullets of Rain, Dark Alley / HarperCollins, 2003
- (en) Rocks Breaks Scissors Cut, Subterranean Press, 2003
- (en) Gun Work, Hard Case Crime, 2008
- (en) Hunt Among the Killers of Men, Leisure Books (en), 2010
- (en) Internecine, Thomas Dunne Books, 2010
- (en) Upgunned, Thomas Dunne Books, 2012
- (en) The Big Crush, Rothco Press, 2016

### Recueils de nouvelles
- (en) Seeing Red, Tor, 1990
- (en) Lost Angels, Onyx / New American Library, 1990
- (en) Black Leather Required, Mark V. Ziesing, 1994
- (en) Crypt Orchids, Subterranean Press, 1998
- (en) Eye, Subterranean Press, 2001
- (en) Zombie Jam, Subterranean Press, 2005
- (en) Havoc Swims Jaded, Subterranean Press, 2006
- (en) A Little Aqua Book of Creature Tails, Borderlands Press, 2015
- (en) DJSturbia, Subterranean Press, 2016
- (en) DJStories, Subterranean Press, 2018
- (en) Suite 13, Subterranean Press, 2024

### Nouvelles traduites en français
- Lumière rouge, Denoël, 1992 ((en) Red Light, 1986)Prix World Fantasy de la meilleure nouvelle 1987
- Overdose, Pocket, 1997 ((en) Odeed, 1992)
- En plein cœur, J'ai lu, 1995 ((en) Where the Heart Was, 1993)
- Réfrigérateur céleste, Le Grand Livre du mois, 1997 ((en) Refrigerator Heaven, 1995)
- En époussetant les fleurs, Naturellement, 1999 ((en) Dusting the Flowers, 1996)
- Les Murs effondrés, J'ai lu, 2000 ((en) Dismantling Fortress Architecture, 1997)Co-écrit avec Craig Spector

### Scénarios pour le cinéma
- 1994 : The Crow d'Alex Proyas